# بالبرده-انریکه
والورده-انریکه (به اسپانیایی: Valverde-Enrique) یکی از دهستان‌های اسپانیا است که در استان لئون، اسپانیا واقع شده‌است.

## خصوصیات
والورده-انریکه ۳۵ کیلومترمربع مساحت و ۲۰۸ نفر جمعیت دارد.